# Зафар-Машал
Зафар-Машал — нефтяное месторождение в Азербайджане. Расположена в 130 км к юго-востоку от Баку и на расстоянии 90 км от дельты реки Куры. Открыто в 2004 году 1-й разведочной скважиной.
Глубина моря на месторождении варьируется в диапазоне от 450 до 950 метров. Площадь месторождения составляет 643 км².
Нефтеносность связана с отложениям мелового возраста. Начальные запасы нефти 881 млн баррелей или 140 млн тонн, из которых 100 млн приходится на месторождение Зафар и 40 млн — на Машал.
Долевое участие в проекте Зафар-Машал распределено следующим образом: ExxonMobil (оператор проекта) — 30 %, ГНКАР — 50 %, ConocoPhillips — 20 %.
Зафар-Машал была выявлена в результате сейсмических исследований в 1961 году, а первые геофизические работы на ней проводились в 1985 и 1987 годах. Разведочное бурение на блоке не велось. Согласно контракту, в течение разведочного периода подрядчик обязан провести здесь трёхмерную сейсморазведку и пробурить 2 разведочные скважины.
Бурение 1-й разведочной скважины месторождения Зафар-Машал с плавучей полупогружной буровой установки «Гейдар Алиев» было начато 9 февраля 2004 года. Глубина воды в точке бурения составляет 740 м, а проектная глубина скважины — 7200 м. Основная цель бурения — вскрыть «Свиту перерыва» и 8-й горизонт «Балаханской свиты».